# Clamor Heinrich Abel

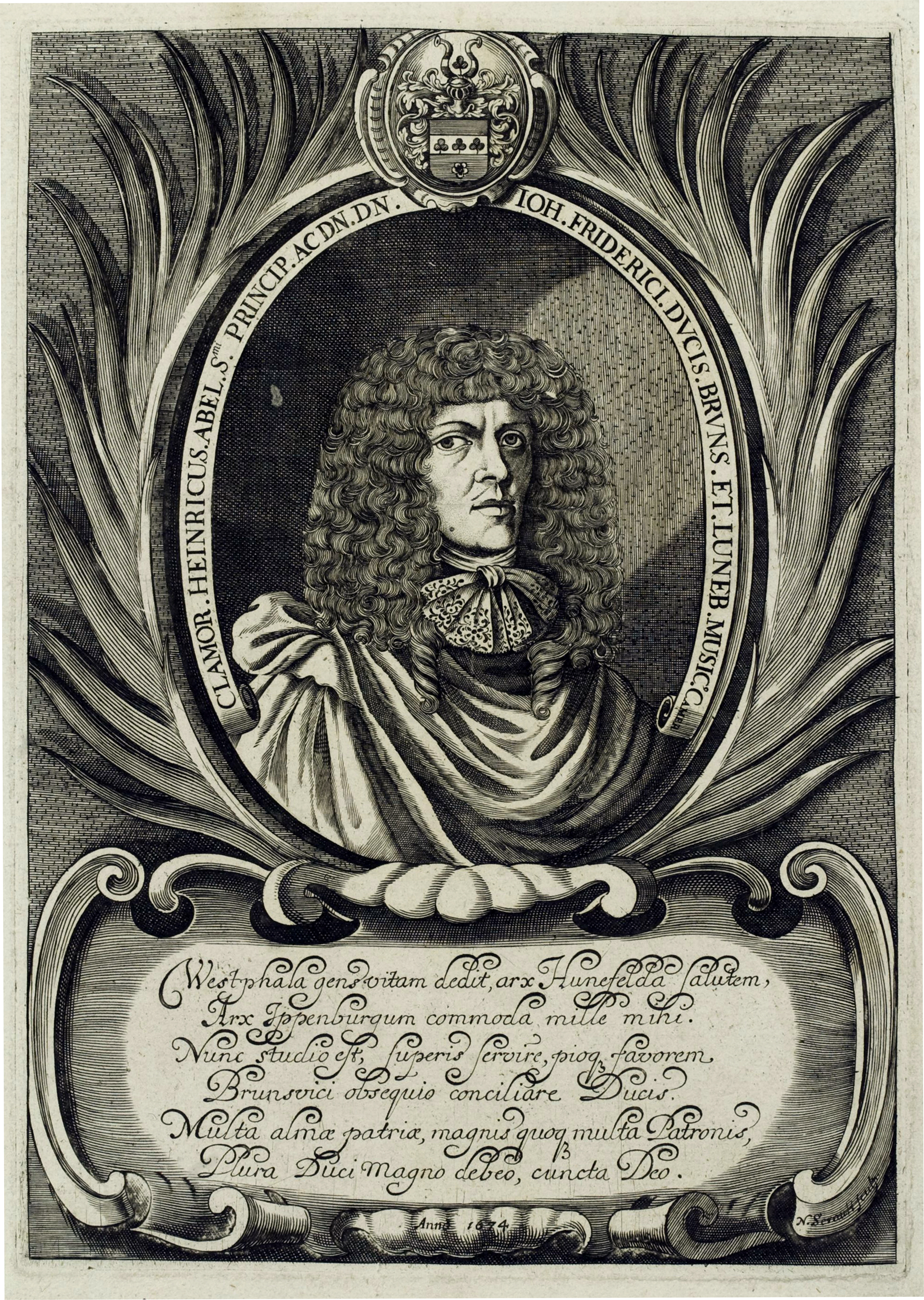
„Clamor. Heinricus. Abel.“, „Anno 1674“, Noel Serault

Clamor Heinrich Abel (Hünnefeld, 1634 - Bremen, 25 de julio de 1696) fue un compositor, violinista y organista alemán. Forma parte de una extensa familia de músicos, entre los que destacan su hijo Christian Ferdinand Abel y sus nietos Karl Friedrich Abel y Leopold August Abel.
Fue músico de corte en Köthen, aunque también trabajó en las ciudades alemanas de Celle y Hannover. En 1694 se estableció en la ciudad de Bremen, donde permanecería hasta su muerte, en 1696. Entre sus obras destacan, sobre todo, las composiciones para orquesta de cuerda y música de cámara.

## Obras
- Erstlinge musikalischer Blumen, colección de 59 obras.
- Bataille in D, para violín.
- Sonata sopra Cuccu, para violín.
- Folie d'Espagne, (1685).